# 예서진
예서진(1986년 5월 13일~)은 대한민국의 배우이자 모델이다.
1997년에 지면 CF 광고 모델로 첫 데뷔를 하였다.

## 학력
- 경기수원영덕고등학교 (졸업)
- 동덕여자대학교 방송연예학과 (학사)

## 출연작

### 드라마
- 2000년 KBS2 《태양은 가득히》 - 어린 강민주[1] 역
- 2001년 KBS1 《태조 왕건》 - 신라 경명왕(박승영)의 여식 상화공주(尙和公主) 박씨 역
- 2002년 KBS2 《명성황후》 - 조선 고종(이형)의 측실 상궁(尙宮) 파주 염씨 역
- 2002년 MBC 《사랑을 예약하세요》 - 윤은숙[2] 역
- 2011년 KBS2 《오작교 형제들》 - 진이(서진) 역
- 2012년 KBS2 《강철본색》 - 옥금(玉錦) 역

### 시트콤
- 2001년 코미디TV 《란제리》 - 어린 황은정 역
- 2002년 코미디TV 《호텔 와이킥킥》 - 어린 김준희 역
- 2003년 SBS 《압구정 종갓집》 - 노광숙 역
- 2004년 KBS2 《특집 시트콤 시츄에이션 콩트 방방》 - 여영진 역

### 예능
- 2007년 엠넷 《원스톱 연예 뉴스》 ... 임시 대리 MC